# Let's Get to It
Let's Get to It è il quarto album della cantante pop australiana Kylie Minogue. È stato pubblicato dalla PWL il 14 ottobre 1991. Ha ricevuto un'ottima accoglienza dalla critica, ed è stato descritto come "superiore" ai precedenti lavori della Minogue. Let's Get to It è entrato nella top 15 sia della classifica australiana che di quella inglese e nella top 40 in Giappone, vendendo 1 000 000 di copie in tutto il mondo.

## Descrizione
Il disco fonde elementi pop con suoni R&B con accenni di soul. Notevole è l'influenza swing in brani come Give Me Just a Little More Time e I Guess I Like It Like That. È il lavoro più completo della cantante, avendo scritto la maggioranza dei testi. Insieme a Impossible Princess del 1997, questo album è il meno famoso della cantante per il genere non proprio commerciale in esso contenuto, e forse troppo all'avanguardia per i tempi musicali in cui è uscito. È il primo album della PWL ad essere prodotto solo da Stock e Waterman, senza la collaborazione di Aitken e quindi il noto trio al completo.

## Tracce
1. Word Is Out – 3:35 (Mike Stock, Pete Waterman)
2. Give Me Just a Little More Time – 3:08 (Ronald Dunbar, Edyth Wayne)
3. Too Much of a Good Thing – 4:24 (Kylie Minogue, Mike Stock, Pete Waterman)
4. Finer Feelings – 3:54 (Mike Stock, Pete Waterman)
5. If You Were with Me Now (duet with Keith Washington) – 3:11 (Kylie Minogue, Mike Stock, Pete Waterman, Keith Washington)
6. Let's Get to It – 4:49 (Mike Stock, Pete Waterman)
7. Right Here, Right Now – 3:52 (Kylie Minogue, Mike Stock, Pete Waterman)
8. Live and Learn – 3:15 (Kylie Minogue, Mike Stock, Pete Waterman)
9. No World Without You – 2:46 (Kylie Minogue, Mike Stock, Pete Waterman)
10. I Guess I Like It Like That – 6:00 (Mike Stock, Pete Waterman, Kylie Minogue, Phil Wilde, Jean-Paul de Coster)

Bonus track per il Giappone
1. Word Is Out (Instrumental) – 3:31
2. What Do I Have to Do? (Instrumental) – 3:48
3. Step Back in Time (Instrumental) – 3:30